# 蠟筆小新休閒食品
蠟筆小新休閒食品集團有限公司（港交所：1262），前身為「中國休閒食品集團有限公司」，是一家中國食品公司，主要生產果凍，品牌為「蠟筆小新」、「憤怒鳥」、「異度果吧」、「鮮Q」、「青梅物語」、「陽光城市」、「幽沫」及「鄉豆坊」。中國休閒食品於2000年在福建晉江成立。
中國休閒食品在2005年8月在新加坡交易所上市，但在2010年4月7日被私有化除牌。2011年，中國休閒食品在香港進行公開招股，招股為每股2.65港元，集資7.47億元。中國休閒食品在12月9日在香港交易所上市。
2018年9月3日，公司於港交所公佈中期業績報告，錄得連續虧損。

## 主要屬下食品品牌
- 蠟筆小新食品
- 憤怒鳥食品
- 爸爸去哪兒食品
- 異度果吧
- 青梅物語
- 珍果多

## 外部連結
- 中國休閒食品公司網站 （页面存档备份，存于）（简体中文）（繁體中文）
- 中國休閒食品香港招股章程 （页面存档备份，存于）